# Åsa Svensson
Åsa Svensson, geboren als Åsa Maria Carlsson (Surahammar, 16 juni 1975), is een voormalig professioneel tennisspeelster uit Zweden. Zij speelt rechtshandig en heeft een tweehandige backhand. Zij was actief in het proftennis van 1992 tot en met 2004.

## Loopbaan

### Enkelspel
In 1990 maakte Åsa Carlsson haar debuut op drie ITF-toernooien. Het jaar erop won zij haar eerste enkelspeltitel op het ITF-toernooi van Ljusdal (Zweden). In totaal won zij drie ITF-titels, de laatste in 1995 in Stockholm (Zweden).
Nadat zij, in 1992, beroepsspeelster was geworden, nam zij voor het eerst deel aan een WTA-toernooi in Essen – daarbij kon zij zich nog niet kwalificeren voor het hoofdtoernooi; het jaar daarop lukte dat wel, waarna zij haar openingspartij verloor van de Nederlandse Kristie Boogert. In het WTA-circuit bereikte zij in 1994 voor het eerst een finale in Praag. In 1995, op het WTA-toernooi van Houston, verloor zij in de finale van de als eerste geplaatste Steffi Graf. Haar eerste WTA-titel won zij in 1999, in Kuala Lumpur – een tweede volgde in 2002, in Bol.
Haar beste resultaat op de grandslamtoernooien is het bereiken van de vierde ronde. Haar hoogste notering op de WTA-ranglijst is de 28e plaats, die zij bereikte in april 1996.

### Dubbelspel
Svensson behaalde in het dubbelspel betere resultaten dan in het enkelspel. In 1992 won zij haar eerste ITF-dubbelspeltitel in Helsinki. In totaal won zij zes ITF-titels, de laatste in 2004 in Midland (VS).
Al in 1992 had zij deelgenomen aan een WTA-toernooi in Essen. Zij stond in 1994 voor het eerst in een WTA-finale, op het toernooi van Linz, samen met de Duitse Caroline Schneider – zij verloren van het koppel Jevgenia Manjoekova en Leila Meschi. In 1999 veroverde Svensson haar eerste WTA-titel, op het toernooi van Pattaya, samen met de Française Émilie Loit, door het koppel Jevgenia Koelikovskaja en Patricia Wartusch te verslaan. In totaal won zij zeven WTA-titels, de laatste in 2004 in Memphis, samen met de Amerikaanse Meilen Tu.
Haar beste resultaat op de grandslamtoernooien is het bereiken van de derde ronde. Haar hoogste notering op de WTA-ranglijst is de 28e plaats, die zij bereikte in oktober 2000.

#### Gemengd dubbelspel
In het gemengd dubbelspel bereikte Svensson driemaal de kwartfinale, steeds met een landgenoot aan haar zijde: op het US Open 2000 met Nicklas Kulti, op Wimbledon 2002 met Johan Landsberg en op het US Open 2004 met Jonas Björkman.

### Tennis in teamverband
In de periode 1993–2002 maakte zij deel uit van het Zweedse Fed Cup-team – zij behaalde daar een winst/verlies-balans van 23–19. In 1993 en 1994 speelde zij op het niveau van de Wereldgroep – in 1993 wonnen zij de eerste ronde van Uruguay, in 1994 van België, hoewel Carlsson haar persoonlijke partij tegen Sabine Appelmans verloor.
In 1999 vertegenwoordigde Carlsson Zweden bij de Hopman Cup, samen met Jonas Björkman. Zij bereikten de finale, waarin zij verloren van het Australische koppel Jelena Dokić en Mark Philippoussis.

## Privé
Zij trouwde met Niclas Svensson op 8 december 2001; vanaf 2002 opereerde zij onder de naam Åsa Svensson.

## Posities op deWTA-ranglijst
Positie per einde seizoen:
| jaar | rang enkelspel | rang dubbelspel |
| ---- | -------------- | --------------- |
| 1991 | 330            | 442             |
| 1992 | 201            | 197             |
| 1993 | 167            | 193             |
| 1994 | 69             | 79              |
| 1995 | 49             | 113             |
| 1996 | 39             | 99              |
| 1997 | 45             | 82              |
| 1998 | 92             | 124             |
| 1999 | 61             | 56              |
| 2000 | 57             | 30              |
| 2001 | 102            | 36              |
| 2002 | 77             | 47              |
| 2003 | 364            | 70              |
| 2004 | 191            | 74              |

## Palmares
| Legenda                |
| ---------------------- |
| Grandslamtoernooi      |
| Olympische Spelen      |
| Year-End Championships |
| Tier I                 |
| Tier II                |
| Tier III               |
| Tier IV & V            |

### WTA-finaleplaatsen enkelspel
| nr.              | finale     | toernooi         | ondergrond | tegenstandster | score         |         |
| ---------------- | ---------- | ---------------- | ---------- | -------------- | ------------- | ------- |
| gewonnen finales |            |                  |            |                |               |         |
| 1.               | 1999-11-14 | WTA Kuala Lumpur | hardcourt  | Erika deLone   | 6-2, 6-4      | details |
| 2.               | 2002-05-05 | WTA Bol          | gravel     | Iva Majoli     | 6-3, 4-6, 6-1 | details |
| verloren finales |            |                  |            |                |               |         |
| 1.               | 1994-05-15 | WTA Praag        | gravel     | Amanda Coetzer | 1-6, 6-7      | details |
| 2.               | 1995-04-16 | WTA Houston      | gravel     | Steffi Graf    | 1-6, 1-6      | details |

### WTA-finaleplaatsen dubbelspel
| nr.                                 | finale     | toernooi          | ondergrond    | partner              | tegenstandsters                                  | score         |         |
| ----------------------------------- | ---------- | ----------------- | ------------- | -------------------- | ------------------------------------------------ | ------------- | ------- |
| gewonnen finales vrouwendubbelspel  |            |                   |               |                      |                                                  |               |         |
| 1.                                  | 1999-11-21 | WTA Pattaya       | hardcourt     | Émilie Loit          | Jevgenia Koelikovskaja Patricia Wartusch         | 6-1, 6-4      | details |
| 2.                                  | 2000-02-20 | WTA Hannover      | tapijt (i)    | Natallja Zverava     | Silvia Farina Karina Habšudová                   | 6-3, 6-4      | details |
| 3.                                  | 2001-07-29 | WTA Casablanca    | gravel        | Ljoebomira Batsjeva  | María José Martínez Sánchez María Emilia Salerni | 6-3, 6-7, 6-1 | details |
| 4.                                  | 2001-11-11 | WTA Pattaya       | hardcourt     | Iroda Tulyaganova    | Liezel Huber Wynne Prakusya                      | 4-6, 6-3, 6-3 | details |
| 5.                                  | 2003-02-23 | WTA Bogota        | gravel        | Katarina Srebotnik   | Tina Križan Tetjana Perebyjnis                   | 6-2, 6-1      | details |
| 6.                                  | 2003-03-02 | WTA Acapulco      | gravel        | Émilie Loit          | Petra Mandula Patricia Wartusch                  | 6-3, 6-1      | details |
| 7.                                  | 2004-02-21 | WTA Memphis       | hardcourt (i) | Meilen Tu            | Maria Sjarapova Vera Zvonarjova                  | 6-4, 7-6      | details |
| verloren finales vrouwendubbelspel  |            |                   |               |                      |                                                  |               |         |
| 1.                                  | 1994-02-13 | WTA Linz          | tapijt (i)    | Caroline Schneider   | Jevgenia Manjoekova Leila Meschi                 | 2-6, 2-6      | details |
| 2.                                  | 1998-08-02 | WTA Sopot         | gravel        | Seda Noorlander      | Květa Hrdličková Helena Vildová                  | 3-6, 2-6      | details |
| 3.                                  | 1998-08-09 | WTA Istanbul      | hardcourt     | Florencia Labat      | Meike Babel Laurence Courtois                    | 0-6, 2-6      | details |
| 4.                                  | 1999-07-18 | WTA Palermo       | gravel        | Sonya Jeyaseelan     | Tina Križan Katarina Srebotnik                   | 6-4, 3-6, 0-6 | details |
| 5.                                  | 2000-02-13 | WTA Parijs        | tapijt (i)    | Émilie Loit          | Julie Halard Sandrine Testud                     | 6-3, 3-6, 4-6 | details |
| 6.                                  | 2000-07-23 | WTA Sopot         | gravel        | Rita Grande          | Virginia Ruano Pascual Paola Suárez              | 5-7, 1-6      | details |
| 7.                                  | 2001-02-24 | WTA Dubai         | hardcourt     | Karina Habšudová     | Yayuk Basuki Caroline Vis                        | 0-6, 6-4, 2-6 | details |
| 8.                                  | 2002-01-05 | WTA Gold Coast    | hardcourt     | Miriam Oremans       | Justine Henin Meghann Shaughnessy                | 1-6, 6-7      | details |
| 9.                                  | 2002-04-14 | WTA Amelia Island | gravel        | María Emilia Salerni | Daniela Hantuchová Arantxa Sánchez               | 4-6, 2-6      | details |
| verloren finales gemengd dubbelspel |            |                   |               |                      |                                                  |               |         |
| 1.                                  | 1999-01-09 | Hopman Cup        | hardcourt (i) | Jonas Björkman       | Jelena Dokić Mark Philippoussis                  | 1–2           | details |

### Gewonnen ITF-toernooien enkelspel
| nr. | finale     | toernooi  | dotatie | ondergrond | tegenstandster in finale | score    |
| --- | ---------- | --------- | ------- | ---------- | ------------------------ | -------- |
| 1.  | 1991-11-10 | Ljusdal   | $10.000 | tapijt (i) | Michaela Seibold         | 6-3, 6-2 |
| 2.  | 1992-01-19 | Helsinki  | $10.000 | tapijt (i) | Sofie Albinus            | 6-3, 6-3 |
| 3.  | 1995-11-05 | Stockholm | $10.000 | hardcourt  | Anna-Karin Svensson      | 6-1, 6-2 |

### Gewonnen ITF-toernooien dubbelspel
| nr. | finale     | toernooi   | dotatie | ondergrond    | partner           | tegenstandsters in finale                   | score         |
| --- | ---------- | ---------- | ------- | ------------- | ----------------- | ------------------------------------------- | ------------- |
| 1.  | 1992-01-19 | Helsinki   | $10.000 | tapijt (i)    | Marianne Wallin   | Anna Allonen Maria-Lisa Kuurne              | 0-6, 7-5, 6-2 |
| 2.  | 1999-03-07 | Dubai      | $75.000 | hardcourt     | Laurence Courtois | Laura Golarsa Irina Seljoetina              | 6-3, 6-7, 6-0 |
| 3.  | 1999-09-19 | Bordeaux   | $50.000 | gravel        | Émilie Loit       | Ljoebomira Batsjeva Cristina Torrens Valero | 6-2, 7-6      |
| 4.  | 1999-10-17 | Poitiers   | $75.000 | hardcourt     | Émilie Loit       | Alexandra Fusai Rita Grande                 | 6-2, 7-6      |
| 5.  | 2003-11-02 | Nottingham | $25.000 | hardcourt (i) | Helena Ejeson     | Yvonne Doyle Karen Nugent                   | 6-3, 7-6      |
| 6.  | 2004-02-21 | Midland    | $75.000 | hardcourt (i) | Sofia Arvidsson   | Allison Baker Tara Snyder                   | 7-6, 6-2      |

## Resultaten grandslamtoernooien
| Legenda | Legenda                          |
| ------- | -------------------------------- |
| g.t.    | geen toernooi gehouden           |
| l.c.    | lagere categorie                 |
| –       | niet deelgenomen                 |
| G       | uitgeschakeld in de groepsfase   |
| 1R      | uitgeschakeld in de eerste ronde |
| 2R      | uitgeschakeld in de tweede ronde |
| 3R      | uitgeschakeld in de derde ronde  |
| 4R      | uitgeschakeld in de vierde ronde |
| KF      | uitgeschakeld in de kwartfinale  |
| HF      | uitgeschakeld in de halve finale |
| F       | de finale verloren               |
| W       | het toernooi gewonnen            |
| w-v     | winst/verlies-balans             |

### Enkelspel
| toernooi        | 1994 | 1995 | 1996 | 1997 | 1998 | 1999 | 2000 | 2001 | 2002 | 2003 | 2004 | w-v  |
| --------------- | ---- | ---- | ---- | ---- | ---- | ---- | ---- | ---- | ---- | ---- | ---- | ---- |
| Australian Open | –    | 1R   | 2R   | 3R   | 2R   | 2R   | 3R   | 1R   | 3R   | 1R   | 1R   | 9-10 |
| Roland Garros   | 1R   | 1R   | 1R   | 1R   | 3R   | 3R   | 4R   | 2R   | 2R   | –    | –    | 9-9  |
| Wimbledon       | 1R   | 1R   | 1R   | 1R   | 2R   | 1R   | 1R   | 1R   | 1R   | –    | –    | 1-9  |
| US Open         | 2R   | 2R   | 4R   | 1R   | 2R   | 2R   | 1R   | 2R   | 1R   | –    | –    | 8-9  |

### Vrouwendubbelspel
| toernooi        | 1994 | 1995 | 1996 | 1997 | 1998 | 1999 | 2000 | 2001 | 2002 | 2003 | 2004 | w-v  |
| --------------- | ---- | ---- | ---- | ---- | ---- | ---- | ---- | ---- | ---- | ---- | ---- | ---- |
| Australian Open | 2R   | 1R   | 1R   | 1R   | 1R   | 3R   | 2R   | 3R   | 2R   | 2R   | 2R   | 9-11 |
| Roland Garros   | 1R   | 2R   | 2R   | 1R   | 1R   | 1R   | 1R   | 2R   | 2R   | –    | 1R   | 4-10 |
| Wimbledon       | 2R   | 2R   | 2R   | 1R   | –    | 1R   | 2R   | 1R   | 2R   | –    | 1R   | 5-9  |
| US Open         | 1R   | 1R   | 2R   | 1R   | 1R   | 1R   | 2R   | 1R   | 3R   | –    | 2R   | 5-10 |

### Gemengd dubbelspel
| Australian Open | –  | –  | 1R | 1R | –  | –  | 0-2 |
| Roland Garros   | –  | –  | 3R | 2R | –  | –  | 2-1 |
| Wimbledon       | 2R | 1R | 2R | 1R | KF | –  | 5-5 |
| US Open         | –  | –  | KF | 2R | 1R | KF | 5-4 |